# Marsilly (Mosela)
Marsilly é uma comuna francesa na região administrativa de Grande Leste, no departamento de Moselle. Estende-se por uma área de 3,22 km². Em 2010 a comuna tinha 592 habitantes (densidade: 183,9 hab./km²).